# 애런 버 1세

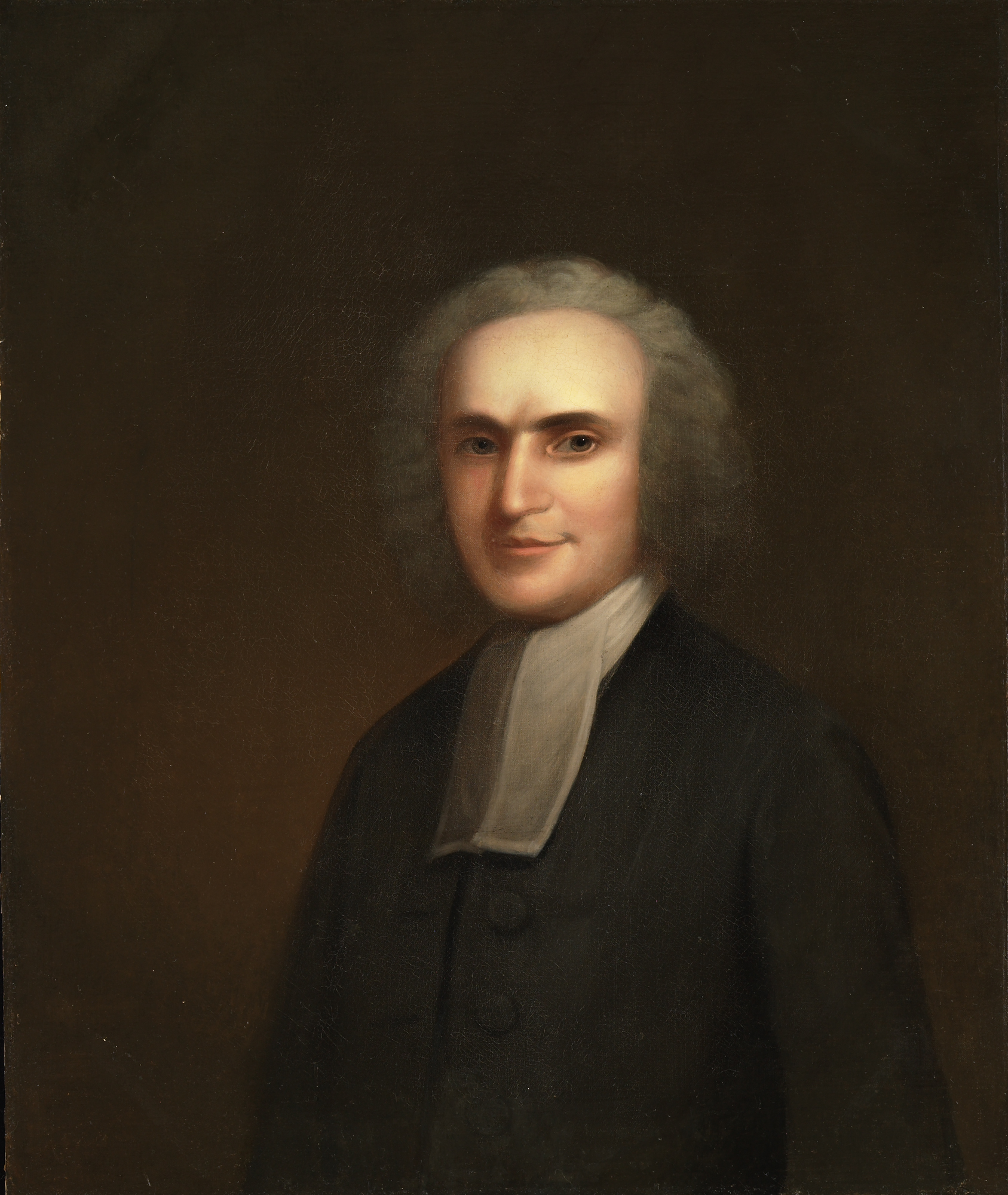
애런 버 1세

애런 버(Aaron Burr Sr.; 1716년 1월 4일 - 1757년 9월 24일)는 뉴저지 대학교(현 프린스턴 대학교)의 2대 총장으로 미국 장로교 목사이다. 제 3대 미국 부통령인 애런 버의 아버지이다.
코네티컷주에서 태어났고, 예일 대학교를 졸업하였다. 뉴헤븐에서 신학을 공부하였고, 대각성 (운동)을 직접 목격하였다. 조너선 에드워즈와 그의 아내 사라 피어폰트와 친한 사이였으며, 에드워즈는 그의 멘토였다.